# 1. Brief des Paulus an die Korinther
| Neues Testament |
| --- |
| Evangelien |
| - Matthäus - Markus - Lukas - Johannes |
| Apostelgeschichte |
| Paulusbriefe |
| - Römer - 1. Korinther - 2. Korinther - Galater - Epheser - Philipper - Kolosser - 1. Thessalonicher - 2. Thessalonicher - 1. Timotheus - 2. Timotheus - Titus - Philemon - Hebräer |
| Katholische Briefe |
| - Jakobus - 1. Petrus - 2. Petrus - 1. Johannes - 2. Johannes - 3. Johannes - Judas                                                                                                 |
| Offenbarung |

Der 1. Brief des Paulus an die Korinther oder 1. Korintherbrief (altgriechisch ΠΡΟΣ ΚΟΡΙΝΘΙΟΥΣ Α'; Abkürzung: 1 Kor, 1Kor oder IKor) ist ein Buch des Neuen Testaments der christlichen Bibel. Er wird seit dem Mittelalter in 16 Kapitel eingeteilt. Paulus behandelt darin eine Reihe von Fragen und Streitpunkten der Gemeinde in Korinth.
Kein anderer Paulusbrief ist so früh und so gut bezeugt wie der 1. Korintherbrief, der den Verfassern des 1. Clemensbriefs und der Ignatiusbriefe sicher bekannt war. Dagegen lässt sich die Kenntnis des 2. Korintherbriefs in der frühchristlichen Literatur erst spät und unsicher nachweisen.

## Verfasser und Empfänger
Als Autoren werden zu Beginn des Briefes Paulus von Tarsus und sein Begleiter Sosthenes angeführt (1 Kor 1,1 ). Im weiteren Verlauf redet Paulus die Gemeinde dann aber durchwegs in der Ich-Form an (beginnend mit 1 Kor 1,4 ), so dass Paulus als der eigentliche Verfasser des Briefes gilt. An seiner Verfasserschaft gibt es unter Theologen keinen Zweifel.
Bei zwei Versen über die Stellung der Frau (1 Kor 14,34–35 ), die zum Rest des Briefes im Widerspruch zu stehen scheinen, erwägen manche Forscher, ob es sich um spätere Zusätze (Interpolationen) handeln könnte.
Empfänger ist die christliche Gemeinde in der griechischen Hafenstadt Korinth.
Paulus besuchte Korinth auf seiner zweiten Missionsreise und blieb ein Jahr und sechs Monate in der Stadt (Apg 18,11 ). In dieser Zeit, 50–51 n. Chr., entstand wohl auch die christliche Gemeinde in Korinth (vgl. Apg 18,1–18 ).

## Datierung
Paulus verfasste den 1. Korintherbrief vermutlich etwa 55 n. Chr. während seiner dritten Missionsreise, gegen Ende seines dreijährigen Dienstes in Ephesos.

## Kompositionelle Integrität
Beim 1. Korintherbrief wird die Einheitlichkeit ebenso wie beim 2. Korintherbrief, aber mit schwächeren Argumenten in Frage gestellt. Für Teilungshypothesen wird geltend gemacht, dass Paulus unterschiedliche Reisepläne andeutet und seine Ansichten zu Gruppenbildungen in der Gemeinde von Korinth und zu Sachfragen, wie dem Essen von Götzenopferfleisch, schwankend sind. Die neuere Exegese tendiert zur Einheitlichkeit des Briefs und stützt sich dabei besonders auf die Rhetorik.

## Inhalt
Die Zielvorstellung des 1. Korintherbriefes ist die „in Jesus Christus begründete Einheit der Gemeinde angesichts ihrer faktischen Zerrissenheit“. Schon zu Beginn erwähnt Paulus, dass er von Streitigkeiten in der korinthischen Gemeinde erfahren habe (1 Kor 1,11 ). Vor seiner Stellungnahme zum Thema Ehe erwähnt Paulus einen Brief der Korinther, in welchem sie dieses Thema angesprochen hatten (1 Kor 7,1 ). Daher wird erwogen, ob manche Aussagen am Beginn eines thematischen Abschnittes nicht die Meinung des Paulus ausdrücken, sondern die Meinung mancher Korinther. Demnach versuche Paulus, den Christen in Korinth einen Weg „zwischen Beliebigkeit und extremen Idealen“ aufzuzeigen. Dabei führe er zuerst ein Schlagwort der jeweiligen Position an und entfalte dann Schritt für Schritt seine eigene Meinung. Demnach könnte man den jeweiligen Einstieg in Anführungszeichen setzen („Alles ist mir erlaubt“, 1 Kor 6,12 ), oder als Frage übersetzen: „Ist mir alles erlaubt?“ Bei der Auslegung des 1. Korintherbriefes ist jedenfalls zu bedenken, dass Paulus auf bestimmte Anfragen oder Meinungen korinthischer Gruppen reagiert.

## Wichtige Stellen

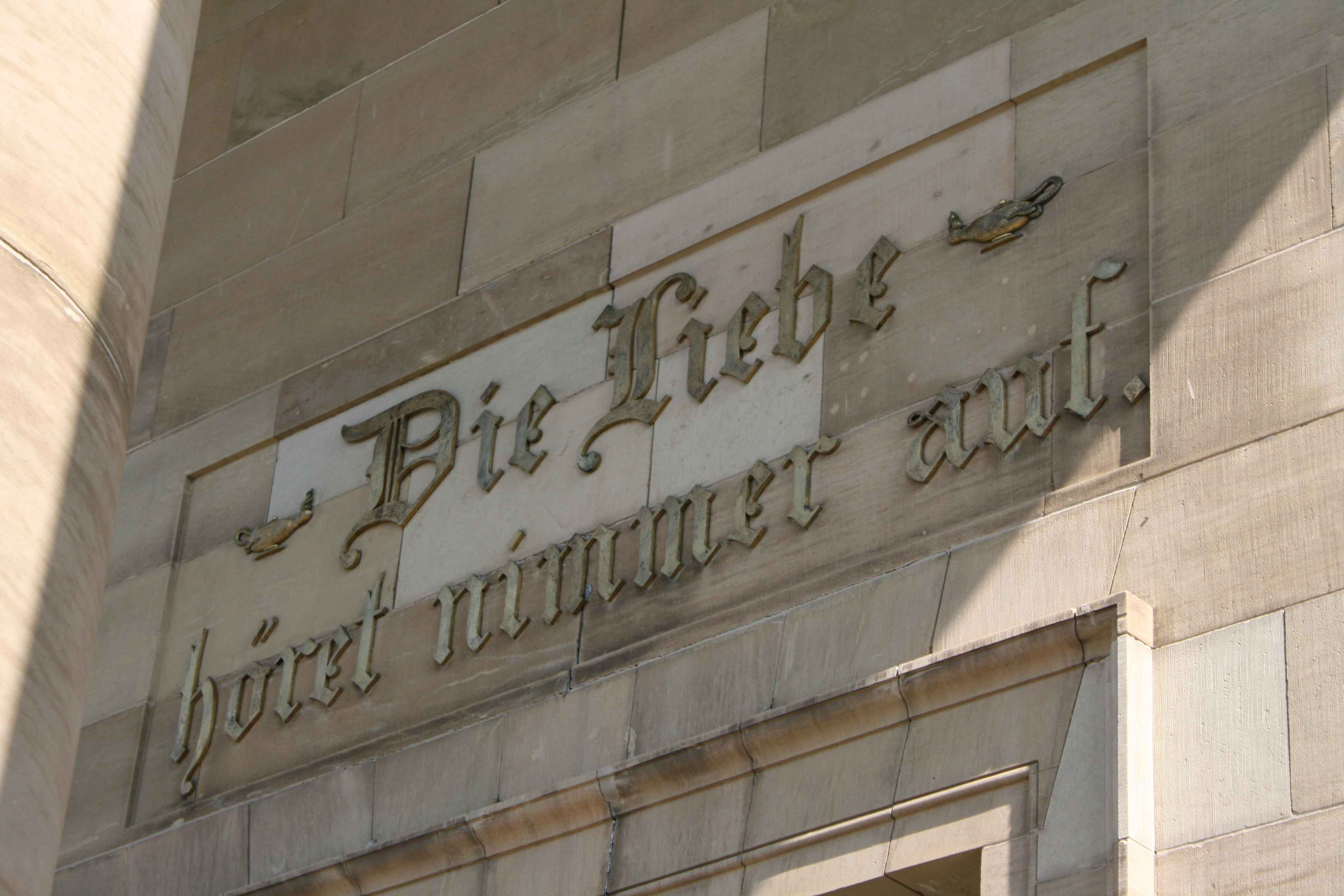
Inschrift an der Grabkapelle auf dem Württemberg (Stuttgart): „Die Liebe höret nimmer auf“

- Wenn du als Sklave berufen wurdest, soll dich das nicht bedrücken;   aber wenn du frei werden kannst, mach lieber Gebrauch davon! (1 Kor 7,21 EU). [Der griechische Originaltext ist hier allerdings mehrdeutig. Manche Texte betonen, man solle hier dankbar Gebrauch machen von der Möglichkeit der Freiheit.]
- Denn das Wort vom Kreuz ist denen, die verloren gehen, Torheit; uns aber, die gerettet werden, ist es Gottes Kraft (1 Kor 1,18 EU).
- Ich hatte mich entschlossen, bei euch nichts zu wissen außer Jesus Christus, und zwar als den Gekreuzigten (1 Kor 2,2 EU).
- Der Geist Gottes wohnt im Menschen, der an Christus glaubt (1 Kor 3,16 EU).
- Alles – auch die Menschen – existieren „durch“ Christus (1 Kor 8,6 EU).
- Alles ist erlaubt, aber nicht alles nütze und nicht alles baut auf (1 Kor 10,23 EU).
- Herrenmahl (Eucharistie/Abendmahl) (1 Kor 11,23–26 EU).
- “Denn wie der Leib einer ist und viele Glieder hat, alle Glieder des Leibes aber, obwohl viele, ein Leib sind: so auch der Christus.” (1 Kor 12,12 EU).
- Das Hohelied der Liebe (1 Kor 13,1–13 EU): Die drei christlichen Tugenden Glaube, Hoffnung und Liebe; beliebter Predigttext bei kirchlichen Trauungen.
- Die Frauen sollen wie auch sonst üblich in der Gemeindeversammlung schweigen und zu Hause ihre Ehemänner fragen (1 Kor 14,33b–35 EU); mit großer Wirkungsgeschichte und in Spannung zu 1 Kor 11,5 (1 Kor 11,5 EU).
- Das Zeugnis von der Auferstehung Christi (1 Kor 15,3–9 EU).
- „Ihr seid teuer erkauft, werdet nicht der Menschen Knechte!“ (1 Kor 7,23 LUT), bekannt als Konfirmationsspruch.

### Fachlexika
- Margaret M. Mitchell: Korintherbriefe. In: Religion in Geschichte und Gegenwart (RGG). 4. Auflage. Band 4, Mohr-Siebeck, Tübingen 2001, Sp. 1688–1694.
- Wolfgang Schenk: Korintherbriefe. In: Theologische Realenzyklopädie (TRE). Band 19, de Gruyter, Berlin / New York 1990, ISBN 3-11-012355-X, S. 620–640.
- Andreas Bücker, Margaret M. Mitchell, Riemer Roukema: Corinthians, First Epistle to the. In: Encyclopedia of the Bible and Its Reception (EBR). Band 5, De Gruyter, Berlin/Boston 2012, ISBN 978-3-11-018373-3, Sp. 774–784.

### Kommentare
- Helmut Merklein: Der erste Brief an die Korinther, Kap. 1–4. (= ÖTK Band 7,1) (GTB 511), Gütersloh 1992, ISBN 3-579-00511-1.
- Helmut Merklein: Der erste Brief an die Korinther, Kap. 5,1–11,1. (= ÖTK Band 7,2) (GTB 512), Gütersloh 2000, ISBN 3-579-00512-X.
- Helmut Merklein, Marlis Gielen: Der erste Brief an die Korinther, Kap. 11,2–16,24. (= ÖTK Band 7,3) (GTB 513), Gütersloh 2005, ISBN 3-579-00551-0.
- Andreas Lindemann: Der Erste Korintherbrief (= HNT 9/I), Tübingen 2000, ISBN 3-16-147473-2 br. bzw. 3-16-147410-4 Ln.
- Erik Peterson: Der erste Brief an die Korinther und Paulus-Studien. Aus dem Nachlass herausgegeben von Hans-Ulrich Weidemann. (= Ausgewählte Schriften 7). Würzburg 2006, ISBN 978-3-429-02835-0.
- Wolfgang Schrage: Der erste Brief an die Korinther (= Evangelisch-Katholischer Kommentar zum Neuen Testament VII/1–4). 1991–2001.
- Eckhard J. Schnabel: Der erste Brief des Paulus an die Korinther (= HTA.NT), Wuppertal/Gießen 2006, ISBN 3-417-29724-9.
- Dieter Zeller: Der erste Brief an die Korinther (= KEK Band 5), Göttingen 2010, ISBN 978-3-525-51534-1.
- Cornelia Cyss Crocker: Reading 1 Corinthians in the twenty-first century, T & T Clark International, New York 2004, ISBN 0-567-02600-0.
- Paul D. Gardner: 1. Corinthians. Zondervan, Grand Rapids 2018, ISBN 978-0-310-24369-4.
- Luise Schottroff: Der erste Brief an die Gemeinde in Korinth. 2. Auflage. Kohlhammer, Stuttgart 2021, ISBN 978-3-17-037677-9.
- Florian Wilk: Der erste Brief an die Korinther. Vandenhoeck & Ruprecht, Göttingen 2023, ISBN 978-3-525-51388-0.

### Monographien, Zeitschriftenartikel
- Hermann Probst: Paulus und der Brief. Die Rhetorik des antiken Briefes als Form der paulinischen Korintherkorrespondenz. Tübingen 1991.
- Mark Finney: Honour, Head-coverings and Headship: 1 Corinthians 11.2-16 in its Social Context. In: Journal for the Study of the New Testament 33/1 (2010), S. 31–58. (PDF)

## Einzelbelege
1. 1 2  Margaret M. Mitchell: Korintherbriefe. In: Religion in Geschichte und Gegenwart (RGG). 4. Auflage. Band 4, Mohr-Siebeck, Tübingen 2001, Sp. 1688–1694., hier Sp. 1689.
2. ↑  Hans Conzelmann: Der erste Brief an die Korinther. Vandenhoeck & Ruprecht, 1969, S. 298 f.
3. ↑  K. Thraede: Art. Frau. In: Reallexikon der für Antike und Christentum. Band 8. Hiersemann, Stuttgart 1972, S. 197–269.
4. ↑  Udo Schnelle: Einleitung in das Neue Testament. Göttingen 1996, S. 91.
5. ↑  Thomas Schirrmacher: Paulus im Kampf gegen den Schleier. Eine alternative Auslegung von 1. Korinther 11,2-16. 5. Auflage, VTR, Nürnberg 2002, ISBN 3-933372-45-3, S. 87–117 (Kap. 4: Zitate und Ironie im 1. Korintherbrief).
6. ↑  Franz Graf-Stuhlhofer: Basis predigen. Grundlagen des christlichen Glaubens in Predigten. VTR, Nürnberg 2010, S. 130 f.
7. ↑  Graf-Stuhlhofer: Basis predigen, 2010, S. 131. Die unrevidierte  Einheitsübersetzung (1980) setzte nicht nur 1. Kor 6,12 in Anführungszeichen, sondern auch 1 Kor 7,1 EU.